# Biskupija
Biskupija es un municipio de Croacia en el condado de Šibenik-Knin.

## Geografía
Se encuentra a una altitud de 271 m s. n. m. a 309 km de la capital nacional, Zagreb.

## Demografía
En el censo 2011 el total de población del municipio fue de 1699 habitantes, distribuidos en las siguientes localidades:
- Biskupija - 406
- Markovac - 63
- Orlić - 302
- Ramljane - 118
- Riđane - 67
- Uzdolje - 226
- Vrbnik - 447
- Zvjerinac - 70

| Gráfica de población de Biskupija 1857-2011                         |
|                                                                     |
| Según los censos de población de la oficina estadística de Croacia. |